# Палата представителей Национального собрания Беларуси III созыва
Палата представителей Национального собрания 3-го созыва (бел. Палата прадстаўнікоў Нацыянальнага сходу 3-га склікання) — нижняя палата Национального собрания Республики Беларусь, которое является парламентом и высшим законодательным органом власти в Белоруссии. Депутатский корпус Палаты представителей был избран на выборах, которые состоялись 17 октября 2004 года.
Срок полномочий:
- Дата начала — 27 октября 2004 года.
- Первое пленарное заседание — 16 ноября 2004 года[1]
- Дата окончания — 27 октября 2008 года[2].

16 ноября 2004 года состоялось пленарное заседание первой сессии Палаты представителей Национального собрания Республики Беларусь третьего созыва, сформированы рабочие органы сессии, принято Постановление Палаты представителей «О признании полномочий депутатов Палаты представителей Национального собрания Республики Беларусь третьего созыва», также была утверждена повестка дня сессии. Тайным голосованием с использованием бюллетеней избраны Председатель Палаты представителей Национального собрания Республики Беларусь Коноплёв В.Н. и его Заместитель Заболотец С.М.
14 сентября 2007 года действующий председатель Владимир Коноплёв оставил должность председателя нижней палаты белорусского парламента. 2 октября 2007 года председателем Палаты представителей был избран Вадим Александрович Попов, который являлся председателем Палаты представителей второго созыва, а в третьем созыва возглавлял постоянную комиссию по международным делам и связям с СНГ. В ходе тайного голосования 2 октября за его кандидатуру проголосовало 94 депутата, против — 13. Кандидатуру Сергея Гайдукевича поддержало 5 депутатов, против его избрания проголосовало 102 депутата.

## Выборы
Парламентские выборы в Белоруссии прошли 17 октября 2004 года, одновременно с референдумом, на котором были внесены поправки в Конституцию, снимающие ограничение полномочий президента двумя президентскими сроками и допускающие участие А.Г. Лукашенко в следующих президентских выборах. По результатам выборов, по мажоритарной избирательной системе были избраны 108 из 110 депутатов. В Новополоцком избирательном округе № 25, 27 октября состоялся второй тур, а в Гродненском-Центральном №52 — повторные выборы. Первое заседание новоизбранного Палаты представителей состоялось 16 ноября. В ее состав вошли 12 представителей проправительственных партий и ни один представитель оппозиции. Переизбирались 46 депутатов предыдущего созыва. 100 депутатов выдвигались от рабочих коллективов и сбором подписей. Только 14 выдвиженцев смогли избраться используя лишь один способ выдвижения. По официальным данным избирательной комиссии явка избирателей на выборах составила 89,84 %.
Выборы проводились по Избирательного кодекса, одобренного Национальным собранием 24 января 2000 года, с изменениями от 22 июня 2000 года. Данный кодекс ограничивал гражданские права на участие в выборах, избирательных комиссиях, а также на агитацию. Политические партии должны были иметь учтённую группу в избирательном округе, где выдвигали своих кандидатов. Однако в последний день регистрации, 16 сентября 2004 года, ряд местных управлений Министерства юстиции сняли с учета несколько партийных первичных организаций, что лишило партии права выдвигать в данных округах своих кандидатов.

## Состав

### Руководство
Председатель Палаты представителей:
- Коноплёв Владимир Николаевич (16 ноября 2004 — 2 октября 2007);
- Попов Вадим Александрович (2 октября 2007 — 27 октября 2008).

Заместитель Председателя Палаты представителей — Заболотец, Сергей Макарович.

### Постоянные комиссии
- Постоянная комиссия по законодательству и судебно-правовым вопросам — Архипов, Александр Михайлович;
- Постоянная комиссия по национальной безопасности — Белошевский, Анатолий Алексеевич;
- Постоянная комиссия по государственному строительству, местному самоуправлению и регламенту — Сосонко, Михаил Павлович (18 ноября 2004 — 9 апреля 2008), Аникеева, Людмила Александровна (с 9 апреля 2008);
- Постоянная комиссия по аграрным вопросам — Русый, Михаил Иванович;
- Постоянная комиссия по образованию, культуре, науке и научно-техническому прогрессу — Зданович, Владимир Матвеевич;
- Постоянная комиссия по правам человека, национальным отношениям и средствам массовой информации — Кулаковский, Юрий Александрович;
- Постоянная комиссия по международным делам и связям с СНГ — Попов, Вадим Александрович (18 ноября 2004 — 2 октября 2007), Симирский, Валентин Романович (с 11 октября 2007);
- Постоянная комиссия по проблемам чернобыльской катастрофы, экологии и природопользованию — Кулик, Виталий Васильевич;
- Постоянная комиссия по бюджету, финансам и налоговой политике — Киселев, Сергей Антонович;
- Постоянная комиссия по денежно-кредитной политике и банковской деятельности — Внучко, Роман Иосифович;
- Постоянная комиссия по труду, социальной защите, делам ветеранов и инвалидов — Каменецкий, Сергей Владимирович;
- Постоянная комиссия по охране здоровья, физической культуре, делам семьи и молодежи — Величко, Олег Иванович;
- Постоянная комиссия по жилищной политике, строительству, торговле и приватизации — Чурсин, Николай Устимович;
- Постоянная комиссия по промышленности, топливно-энергетическому комплексу, транспорту, связи и предпринимательству — Павлович, Анатолий Владимирович.

### Список депутатов
Ниже приведен список имён депутатов, которые избраны в Палату представителей Национального собрания.
Партийность депутатов Палаты представителей:  Беспартийный(-ая)
 Белорусская аграрная партия
 Коммунистическая партия Беларуси
 Либерально-демократическая партия
| Брестская область   |                           |                                   |              |
| №                   | Название округа           | Избранный депутат                 | Партийность  |
| 1                   | Брестский-Западный        | Величко, Олег Иванович            | беспартийный |
| 2                   | Брестский-Центральный     | Гиль, Светлана Викентьевна        | беспартийная |
| 3                   | Брестский-Восточный       | Качан, Валентина Ивановна         | беспартийная |
| 4                   | Брестский-Пограничный     | Ванькович, Анатолий Степанович    | беспартийный |
| 5                   | Барановичский-Западный    | Сергиенко, Николай Васильевич     | беспартийный |
| 6                   | Барановичский-Восточный   | Майсюк, Владимир Владимирович     | беспартийный |
| 7                   | Барановичский сельский    | Зинченко, Александр Николаевич    | БАП          |
| 8                   | Берёзовский               | Казимирчик, Евгений Александрович | беспартийный |
| 9                   | Дрогичинский              | Зданович, Владимир Матвеевич      | беспартийный |
| 10                  | Ивацевичский              | Свирид, Александр Владимирович    | КПБ          |
| 11                  | Кобринский                | Кучинский, Виктор Францевич       | беспартийный |
| 12                  | Лунинецкий                | Вершалович, Лариса Георгиевна     | беспартийная |
| 13                  | Мухавецкий                | Федорук, Нина Фёдоровна           | беспартийная |
| 14                  | Пинский городской         | Андреев, Юрий Иванович            | беспартийный |
| 15                  | Пинский сельский          | Дворанинович, Василий Васильевич  | беспартийный |
| 16                  | Столинский                | Демко, Григорий Алексеевич        | беспартийный |
| Витебская область   |                           |                                   |              |
| №                   | Название округа           | Избранный депутат                 | Партийность  |
| 17                  | Витебский-Горьковский     | Крот, Зоя Карповна                | беспартийная |
| 18                  | Витебский-Железнодорожный | Семашко, Сергей Александрович     | беспартийный |
| 19                  | Витебский-Октябрьский     | Иванов, Глеб Анатольевич          | беспартийный |
| 20                  | Витебский-Чкаловский      | Гудков, Александр Борисович       | беспартийный |
| 21                  | Витебский сельский        | Артеменко, Людмила Александровна  | беспартийная |
| 22                  | Глубокский                | Хрол, Василий Петрович            | беспартийный |
| 23                  | Лепельский                | Внучко, Роман Иосифович           | беспартийный |
| 24                  | Миорский                  | Сковородко, Владимир Юрьевич      | беспартийный |
| 25                  | Новополоцкий              | Соломуха, Пётр Иванович           | беспартийный |
| 26                  | Оршанский городской       | Аникеева, Людмила Александровна   | беспартийная |
| 27                  | Оршанский-Днепровский     | Жвиков, Владимир Владимирович     | беспартийный |
| 28                  | Полоцкий городской        | Исаев, Владимир Михайлович        | беспартийный |
| 29                  | Полоцкий сельский         | Сосонко, Михаил Павлович          | беспартийный |
| 30                  | Поставский                | Янукович, Ванда Фердинантовна     | беспартийный |
| 31                  | Толочинский               | Адашкевич, Владимир Степанович    | беспартийный |
| 32                  | Шумилинский               | Лекторов, Валерий Николаевич      | беспартийный |
| Гомельская область  |                           |                                   |              |
| №                   | Название округа           | Избранный депутат                 | Партийность  |
| 33                  | Гомельский-Юбилейный      | Толкачёв, Иван Иванович           |              |
| 34                  | Гомельский-Сельмашевский  | Астапченко, Юрий Леонидович       | беспартийный |
| 35                  | Гомельский-Центральный    | Шевко, Александр Александрович    | беспартийный |
| 36                  | Гомельский-Советский      | Кузнецова, Лариса Фёдоровна       |              |
| 37                  | Гомельский-Промышленный   | Глуховский, Леонид Викторович     | беспартийный |
| 38                  | Гомельский-Новобелицкий   | Шатько, Александр Викторович      | беспартийный |
| 39                  | Гомельский сельский       | Соловьёв, Анатолий Михайлович     | беспартийный |
| 40                  | Буда-Кошелёвский          | Кружанов, Владимир Иванович       | беспартийный |
| 41                  | Житковичский              | Русый, Михаил Иванович            | беспартийный |
| 42                  | Жлобинский                | Каберник, Нина Августовна         | беспартийная |
| 43                  | Калинковичский            | Тиханская, Раиса Александровна    | беспартийная |
| 44                  | Мозырский                 | Жуковская, Людмила Леоновна       | беспартийная |
| 45                  | Полесский                 | Костян, Сергей Иванович           | КПБ          |
| 46                  | Речицкий                  | Куцко, Николай Васильевич         | БАП          |
| 47                  | Рогачёвский               | Поплавский, Михаил Иванович       | беспартийный |
| 48                  | Светлогорский             | Ковалёва, Валентина Ивановна      | беспартийная |
| 49                  | Хойникский                | Кулик, Виталий Васильевич         | БАП          |
| Гродненская область |                           |                                   |              |
| №                   | Название округа           | Избранный депутат                 | Партийность  |
| 50                  | Волковысский              | Новосад, Тамара Ивановна          | беспартийная |
| 51                  | Гродненский-Занеманский   | Каменецкий, Сергей Александрович  |              |
| 52                  | Гродненский-Центральный   | Маскевич, Сергей Александрович    | беспартийный |
| 53                  | Гродненский-Северный      | Бурова, Анна Николаевна           | беспартийная |
| 54                  | Гродненский сельский      | Кашенкова, Лилия Васильевна       | беспартийная |
| 55                  | Ивьевский                 | Борщёв, Владимир Николаевич       | беспартийный |
| 56                  | Лидский городской         | Малец, Владимир Михайлович        | беспартийный |
| 57                  | Лидский сельский          | Орда, Михаил Сергеевич            | беспартийный |
| 58                  | Мостовский                | Белошевский, Анатолий Алексеевич  | беспартийный |
| 59                  | Новогрудский              | Лис, Анатолий Васильевич          | беспартийный |
| 60                  | Слонимский                | Шмигиров, Чеслав Фомич            | беспартийный |
| 61                  | Сморгонский               | Голубева, Татьяна Геннадьевна     | КПБ          |
| 62                  | Щучинский                 | Козяк, Винценты Иванович          | беспартийный |
| Могилёвская область |                           |                                   |              |
| №                   | Название округа           | Избранный депутат                 | Партийность  |
| 63                  | Бобруйский-Ленинский      | Артюшина, Татьяна Анатольевна     | беспартийная |
| 64                  | Бобруйский-Первомайский   | Герасимов, Виктор Васильевич      | беспартийный |
| 65                  | Бобруйский                | Кулаковский, Юрий Александрович   | беспартийный |
| 66                  | Быховский                 | Сакадынец, Олег Степанович        | беспартийный |
| 67                  | Горецкий                  | Осмоловская, Татьяна Сергеевна    | КПБ          |
| 68                  | Кличевский                | Попов, Вадим Александрович        | беспартийный |
| 69                  | Костюковичский            | Симирский, Валентин Романович     | беспартийный |
| 70                  | Кричевский                | Юшкевич, Александр Николаевич     | беспартийный |
| 71                  | Могилёвский-Ленинский     | Ахрипов, Александр Михайлович     | беспартийный |
| 72                  | Могилёвский-Центральный   | Авдеева, Наталья Петровна         | КПБ          |
| 73                  | Могилёвский-Октябрьский   | Исачкин, Виктор Пантелеевич       | беспартийный |
| 74                  | Могилёвский-Промышленный  | Шлопак, Сергей Юльянович          | беспартийный |
| 75                  | Шкловский                 | Коноплёв, Владимир Николаевич     | беспартийный |
| Минская область     |                           |                                   |              |
| №                   | Название округа           | Избранный депутат                 | Партийность  |
| 76                  | Березинский               | Лященко, Людмила Максимовна       | беспартийная |
| 77                  | Борисовский городской     | Гуминский, Виктор Александрович   | беспартийный |
| 78                  | Борисовский сельский      | Козик, Леонид Петрович            | беспартийный |
| 79                  | Вилейский                 | Оникеенко, Виктор Петрович        | беспартийный |
| 80                  | Дзержинский               | Стриков, Фёдор Владимирович       | беспартийный |
| 81                  | Жодинский                 | Ругаль, Нина Фёдоровна            | беспартийная |
| 82                  | Логойский                 | Скрипко, Елена Викторовна         | беспартийная |
| 83                  | Любанский                 | Семененя, Иван Георгиевич         | беспартийный |
| 84                  | Минский сельский          | Делендик, Владимир Викторович     | беспартийный |
| 85                  | Молодечненский городской  | Чурсин, Николай Устимович         | беспартийный |
| 86                  | Молодечненский сельский   | Жданюк, Нина Владимировна         | беспартийная |
| 87                  | Несвижский                | Худая, Мария Николаевна           | КПБ          |
| 88                  | Пуховичский               | Котляров, Игорь Васильевич        | КПБ          |
| 89                  | Слуцкий                   | Сайко, Александр Алексеевич       | беспартийный |
| 90                  | Солигорский городской     | Калугин, Пётр Алексеевич          | беспартийный |
| 91                  | Солигорский сельский      | Пчельник, Инна Ивановна           | беспартийная |
| 92                  | Столбцовский              | Дубовик, Николай Николаевич       | беспартийный |
| город Минск         |                           |                                   |              |
| №                   | Название округа           | Избранный депутат                 | Партийность  |
| 93                  | Шабановский               | Юргелевич, Галина Николаевна      | беспартийная |
| 94                  | Автозаводской             | Заболотец, Сергей Маркович        | беспартийный |
| 95                  | Васнецовский              | Павлович, Анатолий Владимирович   | беспартийный |
| 96                  | Свислочский               | Мазуркевич, Галина Алексеевна     | беспартийная |
| 97                  | Купаловский               | Давыдько, Геннадий Брониславович  | беспартийный |
| 98                  | Чкаловский                | Короп, Роман Леонидович           | беспартийный |
| 99                  | Октябрьский               | Гайдукевич, Сергей Васильевич     | ЛДП          |
| 100                 | Юго-Западный              | Мычко, Иван Николаевич            | беспартийный |
| 101                 | Есенинский                | Карпенко, Игорь Васильевич        | беспартийный |
| 102                 | Сухаревский               | Алексанова, Ирина Александровна   | беспартийная |
| 103                 | Пушкинский                | Киселёв, Сергей Антонович         | беспартийный |
| 104                 | Масюковщинский            | Сафроненко, Татьяна Николаевна    | беспартийная |
| 105                 | Старовиленский            | Шоков, Владимир Ильич             | КПБ          |
| 106                 | Коласовский               | Полянская, Галина Владимировна    | беспартийная |
| 107                 | Восточный                 | Крук, Владимир Владимирович       | беспартийный |
| 108                 | Калиновский               | Абрамова, Ольга Михайловна        | беспартийная |
| 109                 | Уручский                  | Марахин, Виктор Иванович          | беспартийный |
| 110                 | Партизанский              | Красуцкий, Анатолий Викторович    | беспартийный |